# Døde i 1985
Døde i 1985  er en liste over notable personer, der er afgået ved døden i 1985 . 

## Januar
| - René Leroy - Brian Horrocks - André Bjerke - Salvador Cardona - Kenny Clarke |

- 1. januar – Knud Vermehren, dansk gymnast (født 1890).
- 3. januar – René Leroy, fransk fløjtenist og musikpædagog (født 1898).
- 3. januar – Martin Jensen, dansk atlet (født 1911).
- 3. januar – Bodil Joensen, dansk pornoskuespiller (født 1944).
- 4. januar – Brian Horrocks, britisk generalløjtnant (født 1895).
- 7. januar – Hugh Parker Guiler, amerikansk filminstruktør, billedhugger og bankmand (født 1898).
- 10. januar – André Bjerke, norsk forfatter (født 1918).
- 11. januar – Edgar Reinhardt, tysk håndboldspiller (født 1914).
- 15. januar – Salvador Cardona, spansk cykelrytter (født 1901).
- 18. januar – Kal P. Dal, svensk sanger, guitarist, sangskriver og radiovært (født 1949).
- 23. januar – Vladimir Vetrov, sovjetisk dobbeltagent (født 1932).
- 26. januar – Kenny Clarke, amerikansk trommeslager (født 1914).
- 28. januar – Alfredo Foni, italiensk fodboldspiller og -træner (født 1911).
- 29. januar – Georg Buchreitz, dansk rektor og borgmester (født 1905).
- 29. januar – Ernest Chambers, britisk cykelrytter (født 1907).

## Februar
| - Matt Monro - Trygvi Samuelsen - Clarence Nash - Irene Ibsen Bille - Tjalling Koopmans |

- 1. februar – Hans Peder Åse, dansk pianist og kapelmester (født 1917).
- 4. februar – Egon Jensen, dansk minister (født 1922).
- 7. februar – Matt Monro, engelsk sanger (født 1930).
- 8. februar – Paul Erdahl, norsk bokser (født 1902).
- 10. februar – John Mathew Nickolaus, Jr., amerikansk filmfotograf (født 1913).
- 12. februar – Jerzy Skolimowski, polsk roer (født 1907).
- 13. februar – Karl Bovin, dansk kunstner (født 1907).
- 16. februar – Alí Primera, venezuelansk musiker, digter og politisk aktivist (født 1942).
- 18. februar – Torben Nielsen, dansk forfatter (født 1918).
- 19. februar – Trygvi Samuelsen, færøsk sagfører og politiker (født 1907).
- 20. februar – Charles Hoff, norsk atlet (født 1902).
- 20. februar – Clarence Nash, amerikansk skuespiller og stemmeskuespiller (født 1904).
- 22. februar – Axel Petersen, dansk tennisspiller (født 1897).
- 22. februar – Irene Ibsen Bille, norsk forfatter og dramatiker (født 1901).
- 24. februar – Janusz Ślązak, polsk roer (født 1907).
- 26. februar – Tjalling Koopmans, hollandsk-amerikansk økonom og nobelprismodtager (født 1910).

## Marts
| - John B. Kelly Jr. - Michael Redgrave - Pierino Baffi - Marc Chagall |

- 2. marts – John B. Kelly Jr., amerikansk roer (født 1927).
- 5. marts – Cyril Stiles, sydafrikansk-født newzealandsk roer (født 1904).
- 5. marts – Hans Wilhardt, dansk arkitekt (født 1907).
- 6. marts – Gregers Rode, dansk teatermaler og scenograf (født 1906).
- 8. marts – Kim Yong-Sik, japansk fodboldspiller (født 1910).
- 9. marts – Annar Ryen, norsk langrendsløber (født 1909).
- 10. marts – Cornelis Van Niel, nederlandsk-amerikansk mikrobiolog (født 1897).
- 10. marts – Konstantin Tjernenko, sovjetisk generalsekretær (født 1911).
- 11. marts – Josef Svennung, svensk filolog (født 1895).
- 14. marts – Marinus Andersen, dansk arkitekt (født 1895).
- 16. marts – Roger Sessions, amerikansk komponist (født 1896).
- 16. marts – Carl Adam Christian Moltke, dansk greve og overpræsident (født 1907).
- 19. marts – Børge Fristrup, dansk geograf og ekspeditionsdeltager (født 1918).
- 19. marts – Leopold Tyrmand, polsk skribent (født 1920).
- 19. marts – Mogens Becker, dansk maler, tegner og grafiker (født 1924).
- 21. marts – Michael Redgrave, engelsk skuespiller, forfatter og instruktør (født 1908).
- 23. marts – Zoot Sims, amerikansk saxofonist (født 1925).
- 24. marts – George London, canadisk operasanger (født 1919).
- 25. marts – Karl Gustav Ahlefeldt, dansk skuespiller (født 1910).
- 26. marts – Romolo Catasta, italiensk roer (født 1923).
- 27. marts – Pierino Baffi, italiensk landevejscykelrytter (født 1930).
- 28. marts – Marc Chagall, russisk-fransk maler (født 1887).
- 28. marts – Viggo Hjalf, dansk generalløjtnant og hærchef (født 1900).
- 28. marts – Henry Hansen, dansk cykelrytter (født 1902).
- 31. marts – Arne Sande, dansk bokser (født 1905).

## April
| - Carl Schmitt - Enver Hoxha - Charles Francis Richter - Tancredo Neves |

- 1. april – Viktor Rausch, tysk cykelrytter (født 1904).
- 2. april – Anelise Søndergaard, dansk maler og grafiker (født 1924).
- 3. april – Oreco, brasiliansk fodboldspiller (født 1932).
- 4. april – Hannes Sirola, finsk gymnast (født 1890).
- 5. april – Gerhard Wilck, tysk officer (født 1898).
- 6. april – Terence Sanders, britisk roer (født 1901).
- 7. april – Carl Schmitt, tysk jurist, retsfilosof og politisk teoretiker (født 1888).
- 9. april – Frits Hammer Kjølsen, dansk kontreadmiral, militærattaché og forfatter (født 1893).
- 9. april – Gordon Haddon Clark, amerikansk filosof og teolog (født 1902).
- 11. april – Fred Uhlman, tysk-britisk forfatter, maler og advokat (født 1901).
- 11. april – Enver Hoxha, albansk statsleder (født 1908).
- 12. april – Halldor Gunnløgsson, dansk arkitekt og professor (født 1918).
- 20. april – Charles Francis Richter, amerikansk seismolog (født 1900).
- 21. april – Tancredo Neves, brasiliansk premierminister (født 1910).
- 21. april – Astrid Hjertenæs Andersen, norsk lyriker og rejsebogsforfatter (født 1915).
- 21. april – Rudi Gernreich, østrigsk-født amerikansk modedesigner (født 1922).
- 22. april – José de Lima Siqueira, brasiliansk pianist, komponist, dirigent og musikolog (født 1907).
- 23. april – Asbjørn Sunde, norsk modstandsmand (født 1909).
- 25. april – Thorkild Ramskou, dansk arkæolog og forfatter (født 1915).
- 30. april – Jules White, ungarsk-amerikansk filminstruktør og filmproducer (født 1900).
- 30. april – Anna Hansen, dansk håndboldspiller (født 1936).

## Maj
| - Edmond O'Brien - Emerson Spencer - Hilding Rosenberg - Leif Sinding |

- 2. maj – Ole Kielberg, dansk maler (født 1911).
- 4. maj – Horatio Fitch, amerikansk atlet (født 1900).
- 4. maj – Harry Earles, tysk-amerikansk skuespiller og entertainer (født 1902).
- 6. maj – Henning Elbirk, dansk komponist og korleder (født 1908).
- 7. maj – Marie Antoinette von Lowzow, dansk folketingsmedlem (født 1899).
- 8. maj – Kirsten Kjær, dansk maler (født 1893).
- 9. maj – Edmond O'Brien, amerikansk skuespiller (født 1915).
- 10. maj – Helge Refn, dansk kunstner (født 1908).
- 13. maj – William Harvell, fransk cykelrytter (født 1907).
- 15. maj – Emerson Spencer, amerikansk atlet (født 1906).
- 15. maj – Renato Olmi, italiensk fodboldspiller (født 1914).
- 16. maj – Bent Weidich, dansk sanger og skuespiller (født 1928).
- 19. maj – Hilding Rosenberg, svensk komponist (født 1892).
- 19. maj – Leif Sinding, norsk filminstruktør (født 1895).
- 19. maj – Ernst Antoft, dansk arkitekt (født 1901).
- 19. maj – Víctor Rodríguez Andrade, uruguayansk fodboldspiller (født 1927).
- 24. maj – Geoffrey Gorer, engelsk etnolog, antropolog og forfatter (født 1905).
- 27. maj – Kai Lindberg, dansk minister (født 1899).
- 28. maj – Haakon Hansen, norsk bokser (født 1907).
- 29. maj – Niels Gunnar Nielsen, dansk atlet (født 1928).

## Juni
| - George Brown - Helmuth Plessner - Tage Erlander |

- 2. juni – George Brown, britisk politiker (født 1914).
- 6. juni – Leonard Lake, amerikansk seriemorder (født 1945).
- 11. juni – Steen Engelholt, dansk trombonist (født 1940).
- 12. juni – Helmuth Plessner, tysk filosof og sociolog (født 1892).
- 13. juni – Kai Benedict Ahlefeldt-Laurvig, dansk lensgreve, godsejer, hofjægermester og leder af modstandsbevægelsen (født 1903).
- 17. juni – Ole Ishøy, dansk skuespiller (født 1934).
- 21. juni – Tage Erlander, svensk statsminister (født 1901).
- 24. juni – Margrethe Spies, dansk forfatter (født 1908).

## Juli
| - Willem Visser 't Hooft - Simon Kuznets - Heinrich Böll |

- 4. juli – Willem Visser 't Hooft, hollandsk teolog og generalsekretær (født 1900).
- 8. juli – Simon Kuznets, russisk-amerikansk økonom og nobelprismodtager (født 1901).
- 9. juli – Charlotte af Luxembourg, luxembourgsk storhertuginde (født 1896) .
- 10. juli – Kai Holm, dansk skuespiller og biografdirektør (født 1896).
- 10. juli – Fernando Pereira, portugisisk-hollandsk fotograf (født 1950).
- 16. juli – Heinrich Böll, tysk forfatter og nobelprismodtager (født 1917).
- 20. juli – Peter Vilhelm Glob, dansk arkæolog, professor, rigsantikvar og direktør for Nationalmuseet (født 1911).
- 21. juli – Ulla-Britt Söderlund, svensk-dansk kostumedesigner og kostumier (født 1943).
- 25. juli – Henning Philipsen, dansk fagforeningsmand og politiker (født 1924).
- 27. juli – Kristian Hald, dansk sprogforsker (født 1904).
- 28. juli – Anna Klindt Sørensen, dansk kunstmaler, tegner og grafiker (født 1899).

## August
| - Gale Sondergaard - Géza Toldi - Samantha Smith - Ruth Gordon |

- 7. august – Grayson Hall, amerikansk skuespiller (født 1922).
- 9. august – Fred Åkerström, svensk sanger og skuespiller (født 1937).
- 9. august – Anne Birch, dansk skuespiller (født 1945).
- 11. august – Anders Helgstrand, svensk pilot og direktør (født 1918).
- 11. august – Nick Ceroli, amerikansk trommeslager (født 1939).
- 12. august – Marcel Mihalovici, rumænsk-fransk komponist (født 1898).
- 12. august – Manfred Winkelhock, tysk racerkører (født 1951).
- 14. august – Gale Sondergaard, amerikansk skuespiller (født 1899).
- 14. august – Bo Thrige Andersen, dansk trommeslager (født 1948).
- 16. august – Aage Marcus, dansk kunsthistoriker (født 1888).
- 16. august – Géza Toldi, ungarsk fodboldspiller og træner (født 1909).
- 22. august – Willy-August Linnemann, dansk forfatter (født 1914).
- 24. august – Svend Holm, dansk fodboldspiller og læge (født 1895).
- 24. august – Paul Creston, amerikansk komponist (født 1906).
- 25. august – Samantha Smith, amerikansk børneskuespiller og fredsaktivist (født 1972).
- 28. august – Ruth Gordon, amerikansk skuespiller (født 1896).
- 30. august – Philly Joe Jones, amerikansk trommeslager (født 1923).
- 31. august – Ole Vinding, dansk forfatter og journalist (født 1906).

## September
| - Abe Lenstra - Rodney Robert Porter - Paul Flory - Helen MacInnes - Simone Signoret |

- 2. september – Bjørn Heger, norsk læge (født 1914).
- 2. september – Abe Lenstra, hollandsk fodboldspiller (født 1920).
- 3. september – Jo Jones, amerikansk trommeslager (født 1911).
- 5. september – Albert Larsen, dansk løber og direktør (født 1901).
- 6. september – Léon Orthel, hollandsk komponist (født 1905).
- 6. september – Hans Henning Hansen, dansk arkitekt (født 1916).
- 6. september – Rodney Robert Porter, britisk biokemiker (født 1917).
- 7. september – Helga Hansen, dansk håndboldspiller (født 1937).
- 8. september – Ivo Cruz, portugisisk komponist og dirigent (født 1901).
- 9. september – Paul Flory, amerikansk kemiker og nobelprismodtager (født 1910).
- 10. september – Werner Kress Meyer, schweizisk håndboldspiller (født 1914).
- 11. september – William Alwyn, engelsk komponist, dirigent og pædagog (født 1905).
- 11. september – Willy Hartmann, dansk operasanger (født 1934).
- 14. september – Julian Beck, amerikansk skuespiller, instruktør, digter og maler (født 1925).
- 17. september – Laura Ashley, walisisk designer (født 1925).
- 19. september – Italo Calvino, italiensk forfatter (født 1923).
- 20. september – Taizo Kawamoto, japansk fodboldspiller (født 1914).
- 22. september – Axel Springer, tysk journalist og forlægger (født 1912).
- 25. september – Richard Relsted, dansk ingeniør og direktør (født 1915).
- 30. september – Helen MacInnes, skotsk-amerikansk forfatter (født 1907).
- 30. september – Simone Signoret, fransk skuespiller (født 1921).

## Oktober
| - Rock Hudson - Orson Welles - Yul Brynner - Tage Danielsson - John Davis Lodge - Poul Reichhardt |

- 1. oktober – Elwyn Brooks White, amerikansk journalist og forfatter (født 1899).
- 2. oktober – Margaret Mahler, ungarsk-amerikansk børnepsykiater og psykoanalytiker (født 1897).
- 2. oktober – Rock Hudson, amerikansk skuespiller (født 1925).
- 6. oktober – Nelson Riddle, amerikansk musiker og orkesterleder (født 1921).
- 7. oktober – Cemal Reşit Rey, tyrkisk pianist, komponist, dirigent og skribent (født 1904).
- 10. oktober – Orson Welles, amerikansk skuespiller, filminstruktør og manuskriptforfatter (født 1915).
- 10. oktober – Yul Brynner, russisk-født amerikansk skuespiller (født 1920).
- 10. oktober – Barner Hyldegaard Andersen, dansk modstandsmand (født 1922).
- 13. oktober – Tage Danielsson, svensk forfatter, skuespiller og filminstruktør (født 1928).
- 14. oktober – Emil Gilels, russisk koncertpianist (født 1916).
- 18. oktober – Janwillem van den Berg, nederlandsk videnskabsmand (født 1920).
- 19. oktober – Aage Nielsen-Edwin, dansk billedhugger (født 1898).
- 19. oktober – Bjørn Møller, dansk pianofabrikant og politiker (født 1907).
- 20. oktober – Nils Svenningsen, dansk diplomat og departementschef (født 1894).
- 20. oktober – Knud Børge Overgaard, dansk fodboldspiller (født 1918).
- 21. oktober – Jens Lambæk, dansk gymnast (født 1899).
- 22. oktober – Ewald Epe, dansk sang- og revytekstforfatter (født 1912).
- 24. oktober – Ladislo Biro, ungarsk hypnotisør, skulptør, opfinder og journalist (født 1899).
- 28. oktober – Harald Ingholt, dansk arkæolog (født 1896).
- 29. oktober – John Davis Lodge, amerikansk skuespiller og politiker (født 1903).
- 29. oktober – Charles Cospatrick Douglas-Home, britisk journalist og redaktør (født 1937).
- 31. oktober – Poul Reichhardt, dansk skuespiller og sanger (født 1913).

## November
| - Nicolas Frantz - Gerolamo Quaglia - Wellington Koo - Lon Nol - Gudolf Blakstad |

- 4. november – Arne Bruun Rasmussen, dansk auktionsholder (født 1910).
- 8. november – Nicolas Frantz, luxembourgsk cykelrytter (født 1899).
- 11. november – Gerolamo Quaglia, italiensk bryder (født 1902).
- 14. november – Wellington Koo, kinesisk diplomat (født 1887).
- 15. november – Erik Lærum, dansk militærperson, politiker og forlægger (født 1903).
- 17. november – Lon Nol, cambodjansk premierminister (født 1913).
- 17. november – Gheorghe Ursu, rumænsk ingeniør, digter og systemkritiker (født 1926).
- 20. november – Ellen Carstensen Reenberg, dansk skuespiller (født 1899).
- 22. november – Gudolf Blakstad, norsk arkitekt (født 1893).
- 22. november – Johannes Marott, dansk skuespiller (født 1917).
- 23. november – Christian Cederfeld de Simonsen, dansk godsejer og hofjægermester (født 1895).
- 25. november – Louis Marcussen, dansk kunstner (født 1894).
- 25. november – Elsa Morante, italiensk forfatter (født 1912).

## December
| - Anne Baxter - Victor Cornelins - Coral Buttsworth - Renato Castellani - Ricky Nelson |

- 1. december – Kenshiro Abe, japansk kampsportsinstruktør (født 1915).
- 8. december – Adam Moltke, dansk politimester (født 1906).
- 12. december – Anne Baxter, amerikansk skuespiller (født 1923).
- 12. december – Ian Stewart, britisk musiker og manager (født 1938).
- 17. december – Victor Cornelins, dansk skolelærer, sanger og musiker (født 1898).
- 17. december – Svend Iversen, dansk politibetjent og sejlsportsmand (født 1913).
- 17. december – Hugo Mølvig, dansk tegner (født 1914).
- 20. december – Coral Buttsworth, australsk tennisspiller (født 1900).
- 20. december – Tyge Dahlgaard, dansk diplomat og minister (født 1921).
- 24. december – Erich Schaedler, skotsk fodboldspiller (født 1949).
- 26. december – Dian Fossey, amerikansk etnolog og primatolog (født 1932).
- 27. december – Ole Wanscher, dansk møbelarkitekt, forfatter og professor (født 1903).
- 28. december – Renato Castellani, italiensk instruktør og manuskriptforfatter(født 1913).
- 31. december – Ricky Nelson, amerikansk sanger og guitarist (født 1940).

## Ukendt dødsdato
| - Romain Baron |

- Hilda Klee, dansk tennisspiller (født 1895).
- Romain Baron, fransk historiker, litteraturprofessor og forfatter (født 1898).
- José Maldonado González, spansk eksilpræsident (født 1901).
- Viggo Andersen, dansk atlet (født 1904).
- Harry Fry, canadisk roer (født 1905).
- William Garfield Miller, amerikansk roer (født 1905).
- Frank Haubold, amerikansk gymnast (født 1906).
- Jokum Hendrik Jakob Nielsen, grønlandsk landsrådsmedlem (født 1910).
- Jean-Marie Loret, fransk jernbanearbejder (født 1918).